# Mold (Walia)
Mold (wal. Yr Wyddgrug) – miasto w Wielkiej Brytanii, w północno-wschodniej Walii. Ośrodek administracyjny hrabstwa Flintshire. Według spisu ludności z 2001 roku, Mold liczy 9568 mieszkańców, co czyni go trzecim pod względem wielkości miastem w hrabstwie.